# Estación de Torreblanca (Trambaix)
Torreblanca es una estación de la línea T3 del Trambaix. Está situada sobre la Carretera Reial en San Justo Desvern. Esta estación se inauguró el 5 de enero de 2006 con el nombre de Consell Comarcal, pero el 21 de marzo de 2007 con la apertura del tramo hasta la estación de Sant Feliu se cambíó el nombre de la estación por el actual.
Actualmente está en fase de estudio-construcción la prolongación de la línea 3 del Metro de Barcelona, donde tendrá parada en esta estación, prevista para el 2018. La futura estación del metro estará a 30 metros de profundidad y estará construida "entre pantallas". Se ubicará bajo la Carretera Reial, teniendo un acceso al lado de la estación de la T3. La estación estará equipada con escaleras mecánicas y ascensores. Esta estación se llamará como la del Trambaix.